# Killing Technology
Killing Technology é o terceiro álbum de estúdio da banda canadense de thrash metal e metal progressivo Voivod. Foi lançado em 1987 pela Noise Records e foi o primeiro disco a adicionar elementos progressivos.

## Faixas
| N.º | Título                     | Duração |  |
| 1.  | "Killing Technology"       | 7:33    |  |
| 2.  | "Overreaction"             | 4:25    |  |
| 3.  | "Tornado"                  | 6:02    |  |
| 4.  | "Too Scared To Scream"     | 4:14    |  |
| 5.  | "Forgotten In Space"       | 6:10    |  |
| 6.  | "Ravenous Medicine"        | 4:33    |  |
| 7.  | "Order of the Blackguards" | 4:28    |  |
| 8.  | "This is Not An Exercise"  | 6:18    |  |
| 9.  | "Cockroaches"              | 3:40    |  |

## Formação
- Denis Bélanger - vocal
- Denis D'Amour - guitarra
- Jean-Yves Thériault - baixo
- Michel Langevin - bateria